# Isseke (Manyoni)
Isseke (auch Iseke) ist ein Verwaltungsbezirk (englisch Ward) des Distrikts Manyoni in der tansanischen Region Singida.

## Geografie
Isseke ist ein Bezirk im nördlichen Zentralteil von Tansania etwa 100 Kilometer Luftlinie südlich der Distrikthauptstadt Manyoni. Das wichtigste Gewässer ist der Fluss Kisigo, die Grenze im Süden bildet dessen Nebenfluss Njombe. Bei der Volkszählung 2022 lebten 21.815 Menschen in 4579 Haushalten auf einer Fläche von 3939 Quadratkilometern.
Der Bezirk grenzt im Osten an die Region Dodoma, im Süden die Region Iringa und sonst an Bezirke des Distrikts Manyoni:
|       | Nkonko                                      | Sanza            |
| Itigi | Kompassrose, die auf Nachbargemeinden zeigt | Nondwa Chifutuka |
|       | Iringa                                      | Manda            |

## Gliederung
Der Bezirk besteht aus sechs Gemeinden (swahili Mtaa) mit 27 Orten (Kitongoji):
| Isseke - Ikulu - Mlima Chipalanguru - Utambala | Igwamadete - Igwamadete - Chandama - Wota - Mwangusee - Ipala | Ipanduka - Ipanduka - Nyavilingo - Chipalangulu | Mpapa - Mpapa - Ikola - Mkoname - Chisululu - Kisalalo | Simbanguru - Utemini - Mahangalenga - Nkambalala - Mafurungu - Chimwanzi B - Chimwanzu | Mangoli - Mangoli - Idodoma - Walanchinza - Chidudu - Nyamaza |

## Wirtschaft und Infrastruktur
- Bildung: Im Bezirk liegen zwei weiterführende Schulen.[7] Die Isseke Secondary School ist eine staatliche Tagesschule, die Jugendliche bis zur 4. Stufe ausbildet.[8] Die Ihanja Technical Secondary School wird von der lutherisch-evangelischen Kirche geführt und ist eine Internatsschule mit einer Ausbildung bis zur 4. Stufe.[9]
- Gesundheit: In den Gemeinden Isseke,[10] Igwamadete,[11] Mpapa[12] und Simbanguru[13] gibt es je eine staatliche Apotheke.
- Kizigo-Wildreservat: Im Westen grenzt der Bezirk an das Kizigo-Wildreservat.[4] Dieses 1982 gegründete Naturschutzgebiet hat eine Größe von 4000 Quadratkilometern und bietet mit offenem Grasland, Wäldern und Flusslandschaften Lebensraum für Elefanten, Büffel, Löwen, Leoparden, Giraffen, Zebras, Antilopen und zahlreichen Vogelarten.[14]